# SVT 1
SVT1 (Eigenschreibweise: svt1, umgangssprachlich als Ettan bezeichnet) ist das Hauptfernsehprogramm der schwedischen öffentlich-rechtlichen Rundfunkanstalt Sveriges Television. Der Sender ging 1956 auf Sendung; das Programm ist neben Schweden auch in Norwegen, Finnland, Dänemark, in Teilen Polens und Deutschland sowie europaweit mittels Satellit im Pay-TV-Angebot von Viasat zu empfangen. Slogan ist „Sveriges första kanal“ (deutsch: Schwedens erster Kanal).

## Geschichte
Der Sender startete am 4. September 1956 als Radiotjänst TV. Im folgenden Jahr wurde der Sendung in Sveriges Radio TV, nach der gleichnamigen Hörfunkanstalt, umbenannt. 1969 startete Sveriges Radio mit TV2 (heute SVT2) ein zweites Fernsehprogramm, wodurch Sveriges Radio TV den Namen TV1 erhielt, der wiederum am 31. August 1987 in Kanal 1 geändert wurde. Mit dem zunehmenden Konkurrenzdruck, auch durch das Privatfernsehen, fand 1996 ein weiterer Relaunch statt, wobei der Sender seinen heutigen Namen erhielt.
Eine letzte größere Änderung fand 2001 statt. SVT repositionierte seine Kanäle, wobei die Funktion des Hauptprogramms von SVT2 auf SVT1, u. a. mit einem Wechsel des Nachrichtenformats Rapport zu SVT1 übertragen wurde. Das bis dato bei SVT1 ausgestrahlte Nachrichtenformat Aktuellt wechselte dadurch zu SVT2.

## Programm
Das Programm besteht hauptsächlich aus Filmen, Serien und Sport. Es werden aber auch Dokumentarfilme und Wirtschaftssendungen ausgestrahlt. Die Hauptnachrichten werden zwischen 19:30 und 20:00 Uhr unter dem Namen Rapport gesendet.
Größter Beliebtheit erfreut sich das alljährlich stattfindende Melodifestivalen, das im Laufe der Jahre zur meistgesehenen Unterhaltungssendung für SVT in Schweden und in ganz Skandinavien wurde und dessen Ausstrahlung seit 1958 im Programm von SVT1 erfolgt. Weiterhin strahlt der Sendung die Sommerunterhaltungssendung Allsång på Skansen aus.

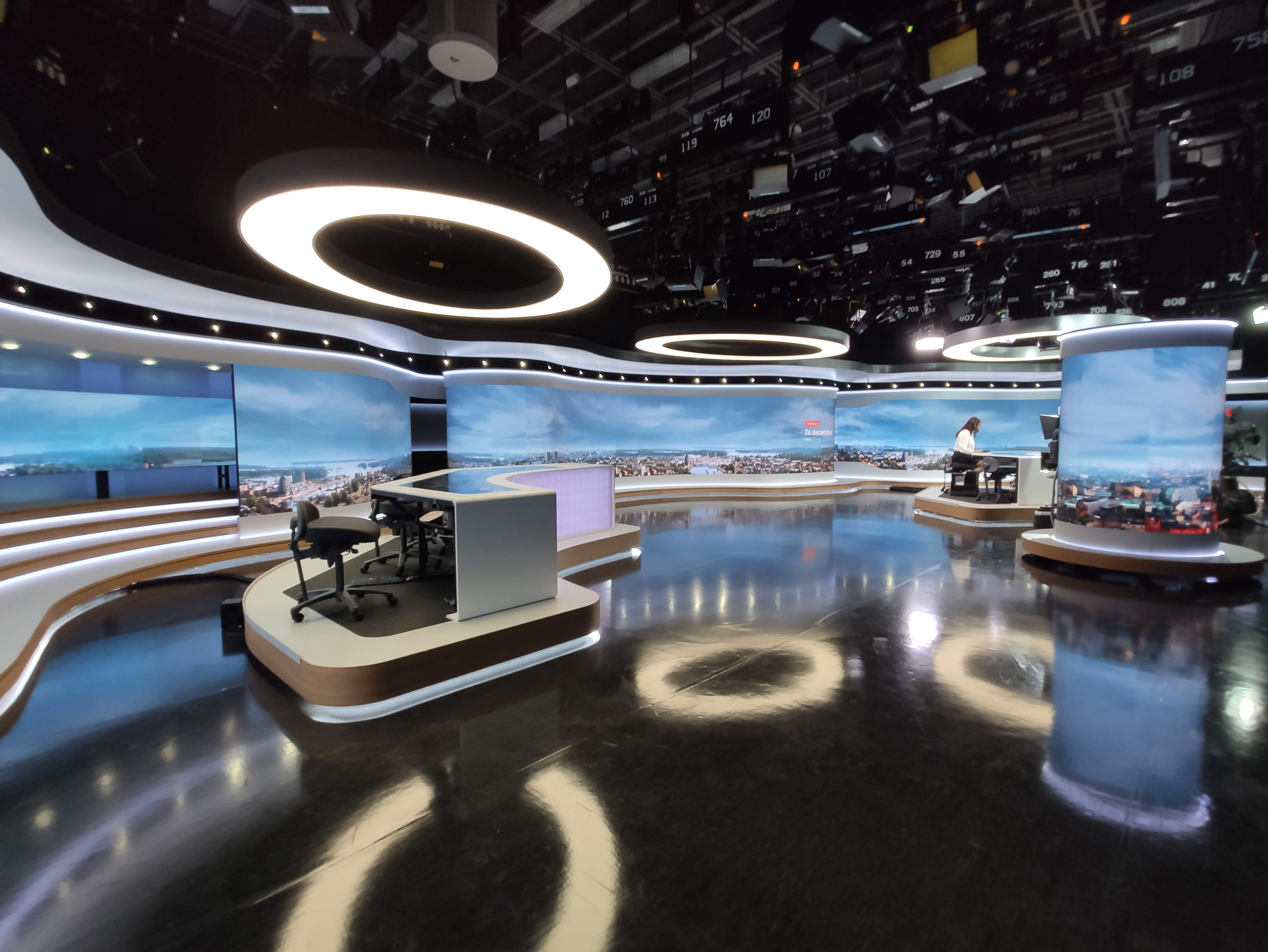
Das Studio 5 von Rapport im Jahre 2019
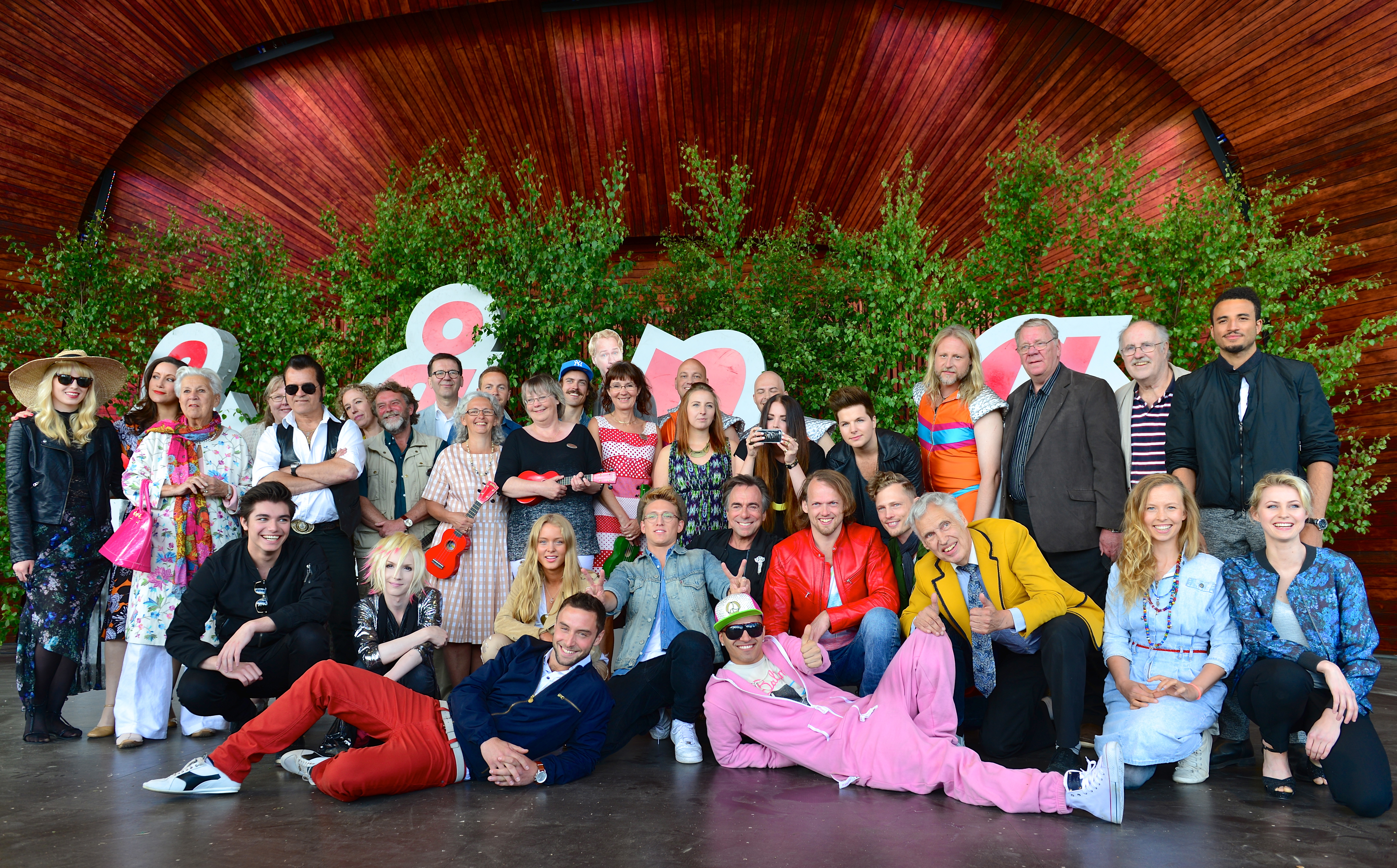
Die Künstler und Künstlerinnen des Jahrgangs 2013 bei Allsång på Skansen
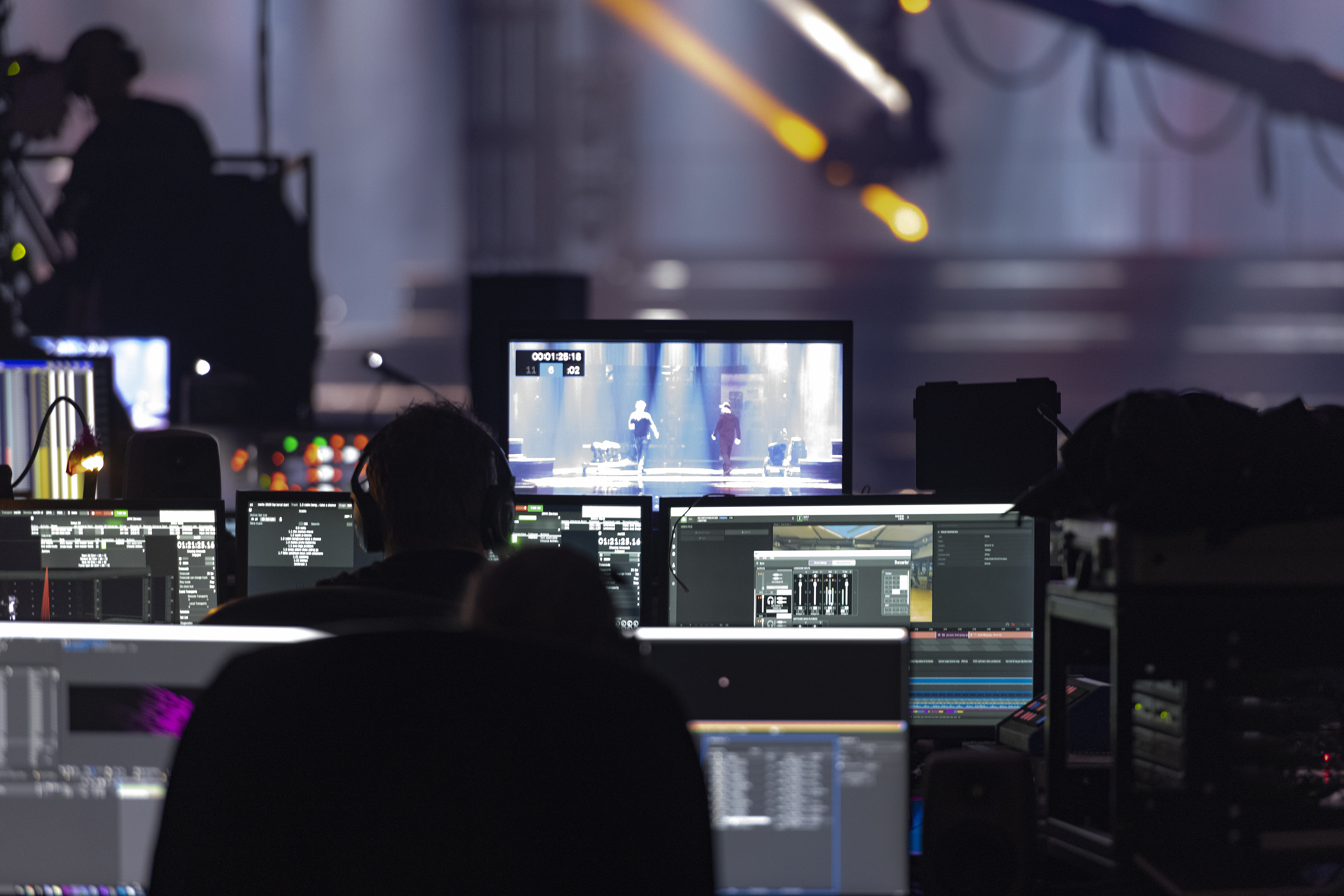
Vorbereitungen für die Fernsehproduktion der ersten Melodifestivalen-Vorrunde, 2020 in Linköping

## Logos

Das dritte Logo von SVT1, damals TV1. Das Design stammt von Sid Sutton, genutzt wurde das Logo von 1980 bis zum 7. Januar 1996[4]
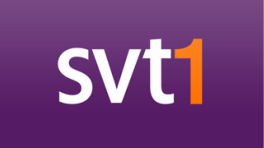
Das vom 25. August 2008 bis 4. März 2012 genutzte Logo
Das bis 4. März 2012 genutzte HD-Logo[6]
Das am 5. März 2012 neu eingeführte Logo wurde bis 24. November 2016 genutzt.
Das am 5. März 2012 neu eingeführte HD-Logo wurde bis 24. November 2016 genutzt.
Das seit dem 25. November 2016 genutzte Logo[7]
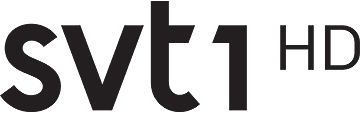
Das seit dem 25. November 2016 genutzte HD-Logo